# Nicolae Csák
Nicolae Csák (în maghiară Csáki Miklós) a fost voievod al Transilvaniei între anii 1401-1403 (prima oară) și 1415-1426 (a doua oară).